# ریوندیل (کالیفرنیا)
ریوندیل (به انگلیسی: Ravendale) یک منطقهٔ مسکونی در ایالات متحده آمریکا است که در شهرستان لاسن، کالیفرنیا واقع شده‌است. ریوندیل ۱٬۶۱۷ متر بالاتر از سطح دریا واقع شده‌است.